# Hampton Open 1974
L'Hampton Open 1974 è stato un torneo di tennis giocato sul sintetico indoor. È stata la 4ª edizione dell'Hampton Open, che fa parte del Commercial Union Assurance Grand Prix 1974. Si è giocato a Hampton negli Stati Uniti, dal 4 al 10 marzo 1974.

## Campioni

### Singolare
Jimmy Connors ha battuto in finale  Ilie Năstase con il punteggio di 6–4, 6–4

### Doppio
Željko Franulović /  Nikola Pilić hanno battuto in finale  Pat Cramer /  Mike Estep con il punteggio di 4–6, 7–5, 6–1